# Pierre-Henri Hugoniot
Pierre-Henri Hugoniot, né le 5 juin 1851 à Allenjoie (Doubs) et mort en 1887 à Nantes, est un inventeur autodidacte, licencié à 18 ans, féru de mathématiques et de physique sur la mécanique des fluides et particulièrement sur les problématiques liées à l'onde de choc.

## Biographie
Versé dans l'artillerie de marine à sa sortie de l'École polytechnique en 1872, Hugoniot devint professeur de mécanique et de balistique à l'École d'artillerie de Lorient (1879-1882) puis directeur adjoint du Laboratoire central de l'artillerie de marine (1882-1884). Ses contributions au Traité de balistique expérimentale de Félix Hélie, qui résumait les expériences de la Marine menées à Gâvres entre 1830 et 1864, lui valurent un prix de l'Académie des Sciences. Hugoniot fut promu capitaine en janvier 1884, et en avril était nommé professeur assistant de mécanique à l'École polytechnique. Il effectua avec son collègue Hippolyte Sebert (1839-1930) des recherches sur les détentes gazeuses qui accompagnent la détonation d'un canon.
On lui doit la théorie fondée sur la conservation de la masse, de la quantité de mouvement et de l'énergie, qui permettra la réalisation et l'amélioration des études des écoulements de fluides (en aéronautique, par exemple). L'équation d'Hugoniot et les relations de Rankine-Hugoniot ont été ainsi dénommées en son honneur.
En France, ses recherches ont été prolongées par celles de Louis Crussard (1907) et d'Émile Jouguet (« Mécanique des Explosifs », 1917).

## Œuvre
- « Mémoire sur la propagation du mouvement dans un fluide indéfini » (1887), C.R. Acad. Sciences
- Hugoniot, Sur la propagation du mouvement dans les corps et spécialement dans les gaz parfaits., vol. CLVII, J. École Polytechnique, 1887, p. 3-98
- Hugoniot, Sur la propagation du mouvement dans les corps et spécialement dans les gaz parfaits., vol. CLVIII, J. École Polytechnique, 1889, p. 1-126

## Source
- R. Chéret, « The life and work of Pierre-Henri Hugoniot », Shock Waves, no 2,‎ décembre 1992, p. 1-4 (lire en ligne, consulté le 24 mai 2008)
- Manuel D. Salas, « The Curious Events Leading to the Theory of Shock Waves », sur NASA Langley Research Center, septembre 2006 (consulté le 20 avril 2019), p. 1-20